# Echtzeitalter
Echtzeitalter ist ein 2023 veröffentlichter Roman des österreichischen Schriftstellers Tonio Schachinger. Wie sein Debütroman Nicht wie ihr (2019) erschien das, als Coming-of-Age- und Internatsroman bezeichnete Werk im Rowohlt Verlag. Echtzeitalter kam im September 2023 auf die sechs Titel umfassende Shortlist des Deutschen Buchpreises und wurde im Oktober zum „Roman des Jahres“ gekürt.
Der Roman beschreibt die Schullaufbahn und das Erwachsenwerden des österreichischen Jungen Till Kokorda am elitären Wiener Halbinternat „Marianum“. Während sich der Heranwachsende von seinen aus wohlhabenderen Verhältnissen kommenden Mitschülern entfremdet fühlt und unter der Strenge seines despotischen Klassenleiters leidet, erlebt er in der virtuellen Sphäre Momente der Freiheit: Sein frühes Interesse am Computerspiel Age of Empires 2 entwickelt sich zu einer Leidenschaft und beruflichen Zukunftsperspektive. Zu den weiteren literarischen Motiven gehört die erste Liebe und die Emanzipation nach der Schulzeit, die im Roman mit dem Ausbruch der Corona-Epidemie zusammenfällt. Eingewoben in die Narration sind spöttische Beschreibungen der österreichischen Politik und des Kulturbetriebs.
Eine von Johannes Nussbaum eingelesene, elfstündige Hörbuchfassung erschien 2023 im Argon Verlag und wurde in der Kategorie „Bester Interpret“ für den Deutschen Hörbuchpreis nominiert.

## Handlungsorte

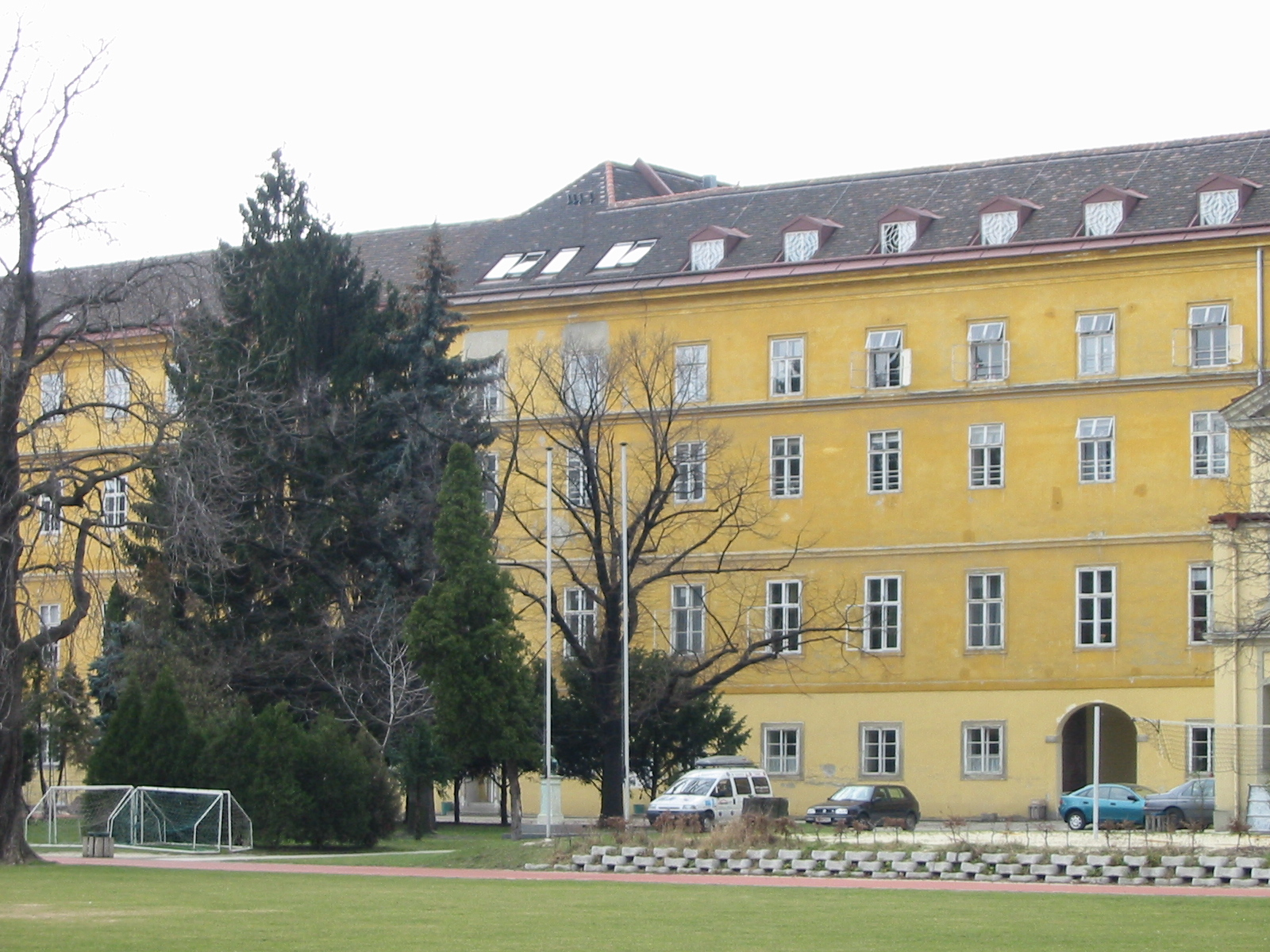
Vorbild für die Schule im Roman: Das Wiener Theresianum (vom Schulgelände aus gesehene Fassade eines Schulgebäudes)

Als Vorbild für die vom Romanhelden besuchte Eliteschule gilt das Theresianum im 4. Bezirk Wiens, das Schachinger selbst besucht hatte. Wie die tatsächlich existierende Schule, wird das Marianum im Roman zwischen Argentinier- und Favoritenstraße und neben dem Theater Akzent verortet. Das von einer zwei bis vier Meter hohen Mauer umgebene Areal enthält neben den Schulgebäuden auch einen Park, Sportplätze und ein Hallenbad. Vom Morgen bis zum Spätnachmittag verbringen Till und seine Mitschüler die Werktage auf dem Gelände des Halbinternats. Der Samstagsunterricht für die Unterstufe wird erst abgeschafft, als Till in die fünfte Klasse kommt. Bis auf kurze, auf Tills E-Sport-Turniere und Ausflüge begrenzten Episoden, beschränkt sich die Handlung auf Lokalitäten in Wien.

## Hauptfiguren
Till Kokorda, der Hauptprotagonist des Romans, ist ein 2001 geborener, rothaariger Junge, der zu Beginn der Geschichte von der Volksschule auf das Wiener Halbinternat Marianum wechselt. Er ist der einzige Sohn einer Architektin und eines Erfinders. Nach der Scheidung seiner Eltern wohnt er zusammen mit seiner Mutter Helga. Im Verlauf der Geschichte entwickelt Till eine große Leidenschaft für das Echtzeitstrategiespiel Age of Empires 2, das zu einem Ankerpunkt in seinem Leben wird und ihm eine berufliche Perspektive aufzeigt.
Bruno Dolinar ist ein despotischer Deutsch- und Französischlehrer und Tills Klassenvorstand. Er vertritt klassische Bildungswerte und begegnet modernen Entwicklungen mit Skepsis. Freifächer und unverbindliche Übungen (Lehreinheiten ohne Zeugnisnote) verbietet er genauso wie den Kontakt zu anderen Klassen. Bei Tills Eintritt ins Marianum blickt der knollennasige und immer Schwarz tragende Mann auf eine dreißigjährige Lehrzeit.
Felicité Exner-Diouf, genannt Feli, ist die jüngere Tochter wohlhabender Immobilienunternehmer. Die Vorfahren ihrer Mutter gehören zur senegalesischen Volksgruppe der Serer. Sie zeigt herausragendes literarisches Talent und gewinnt mehrere Schreibwettbewerbe. Till lernt das begabte und von der Schulleitung umgarnte Mädchen im „Rauchereck“ des Marianums kennen und freundet sich mit ihr und ihrer Freundin Fina an.
Schosefina, genannt Fina, ist ein „karamellblondes“ Mädchen ukrainischer Herkunft und eine Freundin von Feli. Sie ist Mitglied in einem Frauenboxclub und teilt in geringem Maße Tills Interesse an Videospielen. Bevor sie auf das Marianum wechselte, besuchte sie das Lycée français de Vienne.
Georg ist ein Schüler aus Tills Parallelklasse. Till freundet sich mit ihm im Informatiksaal der Schule an und wird von ihm an das Echtzeitstrategie-Computerspiel Age of Empires 2 herangeführt. Er ist lange Zeit der einzige Freund Tills. Als er auf eine öffentliche Schule wechselt und mit exzessivem Cannabis-Konsum beginnt, entfremden sie sich voneinander.

## Inhalt

### Schuljahr Eins bis Vier
Till Kokorda wechselt von der Volksschule auf das elitäre Wiener Halbinternat Marianum und kommt in die von Professor Dolinar geleitete Schulklasse. Während die Dolinar-Klassen für ihre überdurchschnittlich guten Noten am Gymnasium bekannt sind, ist das Klima in seinem Unterricht von Angst geprägt. Fehlverhalten wird streng bestraft und Demütigungen gehören zum Alltag. Auf den veralteten Computern des Informatiksaals beginnt Till regelmäßig Spiele zu spielen und freundet sich mit Georg, einem Schüler der Parallelklasse an. Georg installiert auf einigen Computern des Informatiksaals Age of Empires 2 (im Folgenden auch kurz „Age of Empires“ oder „AoE2“) und weckt Tills Leidenschaft für das Echtzeitstrategiespiel.
Nach der Scheidung seiner Eltern mischt sich Tills Vater vermehrt in das Leben seines Sohnes ein. In den Ferien beginnt Till, gewertete Ranglistenspiele zu spielen und sich stetig zu verbessern. Nach der Krebsdiagnose seines Vaters besucht ihn Till regelmäßig in einer Privatklinik. Till wird zum Streitpunkt der beiden geschiedenen Elternteile und die Meinungsverschiedenheiten eskalieren bis zur Einstellung der Schulgeldzahlungen durch Tills Vater. Nach einer abwertenden Bemerkung seines Vaters über E-Sport gerät Till in Zorn und trennt sich im Streit von ihm. Von seiner Tante überredet, trifft sich Till nach mehreren Monaten wieder mit seinem Vater, um sich mit ihm auszusöhnen. Bei einem späteren Spitalbesuch, sieht er seinen Vater sterben.

### Schuljahr Fünf
Till belegt als einziger seiner Klasse das Wahlpflichtfach Systemadministration und verbringt jeden Donnerstag zwei Stunden im Informatiksaal, wo er Age of Empires 2 spielt. Georg wechselt auf eine öffentliche Schule. Im Deutschunterricht wird Adalbert Stifters Brigitta besprochen. Till verdrängt die Aufgabe und schaut sich kommentierte AoE2-Streams und spielt. An einem Schultag vergisst er, das Brigitta-Reclamheft mitzubringen. Um den Strafen und Demütigungen Dolinars zu entgehen, beschließen Till und vier weitere Schüler, das Schulgelände in der großen Pause zu verlassen, die Brigittas zu kaufen. Sie klettern über die Mauer, die um das Marianum verläuft, hetzen zur nächsten Buchhandlung – nur um enttäuscht festzustellen, dass es sich um die falsche Ausgabe handelt. Sie kriegen den Ärger Dolinars zu spüren und werden mit Strafaufgaben versorgt.
Als Till beim Videospielen im Informatiksaal erwischt wird, wird er von der Aufsichtspflicht des Informatiksaals entbunden. Zu Hause versucht Till, seine Mutter in die Welt von Age of Empires einzuführen und zeigt ihr eine Spielaufzeichnung. Unter dem Spielernamen Tiiiko hatte ihr Sohn bereits mehrere Turniere absolviert.
Die Reclam-Ausgabe der Brigitta ist eines Schultages nicht mehr in Tills Rucksack. Mit Palffy beschließt er in aller Eile, Ausgaben in einer Morawa-Filiale zu organisieren. Sie klettern über die Schulmauer, fahren mit E-Rollern am Schwarzenbergplatz und am Stadtpark vorbei. Mit den Brigittas fahren sie per U-Bahn zurück. Als Palffy stürzt beim Vorbeirennen am Portier. Till nimmt einen anderen Weg und überwindet beim Theater Akzent die Mauer und kommt rechtzeitig im Klassenzimmer an. Der verletzte Palffy wird von Dolinar nicht der Schule verwiesen, jedoch von den Anderen isoliert. Im Keller des Lokals Einhorn trifft sich Till mit Georg, der inzwischen zum Kiffer geworden ist und andere Freunde gefunden hat. Till stößt mit AoE2 auf Desinteresse bei seinem alten Freund und kann nicht mehr an die alte Freundschaft anknüpfen.
Im August beginnt eine neue Phase in Tills Leben: Auf der Spielemesse gamescom absolviert er seinen ersten öffentlichen Auftritt. Er erreicht das Halbfinale, muss sich jedoch gegen TheViper geschlagen geben. Er lernt den AoE2-Kommentator T90 und andere bekannte Streamer kennen.

### Schuljahr Sechs
Im sechsten Marianum-Jahr wird Till sechzehn. Er blickt der Veröffentlichung der „Definitive Edition“ von Age of Empires 2 entgegen und hofft auf ein Wiederaufleben der Popularität des Spiels, das ein Nischendasein gegenüber anderen E-Sport-Titeln fristet. Till beginnt das Rauchen und trifft am „Rauchereck“ der Schule auf neue Menschen und freundet sich mit Feli und Fina an. Till, der seine Wochenenden bis dahin mit dem Spielen von Age of Empires, Turnieren und Turniervorbereitungen verbracht hat, wird bei einer politischen Demonstration von den beiden Mädchen nach Plänen fürs Wochenende gefragt. Zusammen verbringen Zeit im Einhorn.
Till verlässt Gregors altes AoE2-Team und tritt den turniererprobten Spielern MvB und Beta bei. Tills AoE2-Team qualifiziert sich für das Finale von Emperor of Africa. Am selben Tag ist Till zur Geburtstagsfeier von Felis Mutter eingeladen. Wegen Serverproblemen kann er das letzte Spiel erst sehr spät abschließen. Er verliert es, eilt zur Feier im Rennweg und verletzte sich auf einer Treppe. Die nächsten zwei Wochen liegt er mit einem gegipsten Bein auf dem heimischen Sofa.
Feli und Fina besuchen ihn nach einer Woche und werden von Tills Mutter begeistert empfangen. Auch Dolinar besucht ihn, übergibt ihm den Schularbeitsstoff der letzten Tage und schwört Till auf die Konsequenzen von weiteren Fehlzeiten ein. Mit einer Schiene kehrt Till in den Unterricht zurück. Für die anstehende Deutsch-Schularbeit muss er Krambambuli von Marie von Ebner-Eschenbach studieren. Mit anderen gehen sie abends zu Freunden der beiden Mädchen. Als Till aus der Küche zurückkommt, sind weder Fina noch Feli anzutreffen: Fina hat sich mit einem anderen Jungen in einem Zimmer eingesperrt und Feli findet er später auf der Schaukel eines Spielplatzes mit einer anderen Bekanntschaft. Till fragt sie nach dem Krambambuli-Reclamheft und fährt nach Hause. Am nächsten Morgen zieht Till hilfreiche Informationen aus einem YouTube-Video über die Autorin, das ihm Feli geschickt hatte. Till schreibt die Schularbeit und erhält zur eigenen Überraschung eine gute Note.
Till geht den beiden Mädchen aus dem Weg. Als sich Feli bei ihm entschuldigt, treffen sie sich wieder im Einhorn. Im Gespräch mit Georg stellt Till fest, dass dieser sich nach wie vor für Age of Empires interessiert, seinen E-Sport-Erfolgen aber nur Missgunst entgegenbringt. Feli kippt betrunken mit ihrem Sessel um und wird nach draußen gebracht. Till bringt sie mit einem Taxi zu ihr nach Hause und erkennt, in welchem Reichtum sie lebt. Sie werden von Felis wütender Mutter entdeckt, die Till zur Rede stellt, da sie vermutet, dass er ihr K.-o.-Tropfen eingeflößt hat.

### Schuljahr Sieben
Die Stadt Wien ruft einen Schreibwettbewerb auf, doch den Dolinar-Schülern wird die Teilnahme untersagt. Ein Rauchverbot für Menschen unter 18 Jahren wird beschlossen und das „Rauchereck“ geschlossen. Auf einer Party kommen sich Till und Feli näher und liegen Seite an Seite. Feli überredet Till, etwas für den Schreibwettbewerb zu verfassen. Er schreibt einen Text, der die Geschichte von Age of Empires mit seiner Schule verbindet. Feli reicht beide Texte ein, ohne Till zu informieren. Mit einem kritischen Text zur Geschichte des elitären Marianums gewinnt Feli den ersten Preis und auch Tills Text wird in die Sammlung aufgenommen.
In den Sommerferien kann Feli kaum Zeit für ihn erübrigen. Vor seiner Abreise nach Köln teilt sie ihm mit, dass sie nicht die Schule wechselt, sondern ein Jahr überspringt. Nach dem gemeinsamen „Etikette-Essen“ im Speisesaal der Schule kommen sich Khakpour und Fina in der Wohnung von Khakpours Vater näher. Feli küsst Till, aber entschuldigt sich dafür.
Im Januar 2019 herrscht wegen des Rauchverbots am Marianum eine aggressive Stimmung. Die Schulleitung statuiert ein Exempel, in dem sie einen Schüler von der Schule wirft und Patrouillen einrichtet. Am Marianum wird ein „Literaturzentrum“ eingerichtet. Als Till seine beiden Freundinnen dort antrifft, versteht er, dass die beiden den Ort als Rückzugspunkt nutzen, wo sie rauchen können. Khakpour prahlt vor Mitschülern von seinen sexuellen Erlebnissen mit Fina. Als er sich an Till wendet, schlägt er wutentbrannt auf ihn ein. Sie werden von anderen Mitschülern getrennt. Till berichtet Fina davon, die amüsiert reagiert.
Till scheidet bei einem Turnier aus und verbringt mehr Zeit mit seiner Mutter. Beim gemeinsamen Grillen mit Feli, Fina und seiner Mutter dreht sich das Gespräch um ein heimlich gefilmtes Video, das die österreichische Regierung in eine Krise stürzt. Sie verfolgen die Entwicklung der „Ibiza-Affäre“ im Fernsehen. Vor dem Bundeskanzleramt sehen sich Till und andere Schüler die Pressekonferenz von Heinz-Christian Strache auf ihren Handys an. Es werden Neuwahlen verkündet. Till lässt Feli und Fina bei sich übernachten. Seine Freude wird am nächsten Schultag von Dolinar getrübt, der in Erfahrung gebracht hat, dass Till während seiner Informatikstunden Onlinematches absolvierte.
Till lässt sich nach einem Klassenausflug nach Sankt Petersburg von Feli zu einem von ihr ausgedachten Streich an ihren Mitschülern überreden. Diese reagieren panisch auf die Heuschrecken, die in der Umkleide von Till verteilt wurden. Nach der Reinigung der Umkleide werden die Kammerjägerkosten der Klasse 8C in Rechnung gestellt, da die Direktorin einen Maturastreich unter den Achtklässlern vermutet.
In den Sommerferien besucht Till Feli im französischen Lyon und Fina in Osttirol. Bei Lienz verbringt er auf einem Hof Zeit mit Fina und der Bauernfamilie, bei der seine Freundin Arbeiten verrichtet. Nach zwölfstündiger Zugfahrt kommt Till bei seiner anderen Freundin an, die über den Sommer in einem Museum arbeitet. Till spürt, dass er für Feli andere Gefühle als für Fina empfindet. Die beiden spazieren durch die Stadt, unterhalten sich und essen zusammen. Am nächsten Tag fährt Till nach Köln, wo ihn das nächste AoE2-Turnier erwartet. In Köln erkennt ihn ein chinesischer Progamer und lädt ihn zu einer Spielemesse nach Shanghai ein.

### Letztes Schuljahr
Wegen Rauchens und Drogenbesitzes werden Feli und Fina von der Schule verwiesen. Während Feli auf das Akademische Gymnasium wechselt, findet Fina keine Schule innerhalb des „Gürtels“. Das nächste Mal treffen sie sich bei der Beerdigung von Felis Großvater. Wenige Wochen später wird Till volljährig und erhält den Erbteil seines verstorbenen Vater – unter anderem zwei Wohnungen und Aktiendepots. Nach der Schule geht Till in die Wohnung seines Vaters und liest die E-Mails seines Vaters während seiner letzten Lebenswochen und blättert in Dokumenten der Vergangenheit.
Vor der Einführung eines landesweiten Rauchverbots treffen sich Feli, Fina und Till im Rüdigerhof. Fina verabschiedet sich früh morgens und Till fährt mit Feli zu einem anderen Lokal, wo er ihr seine Liebe gesteht. Als Paar klären sie die Missverständnisse der Vergangenheit auf, verbringen gemeinsam Zeit und schlafen miteinander. Auf der Shanghaier Spielemesse erkennt Till, dass Age of Empires im Begriff ist, „wieder groß zu werden“. Im Halbfinale wirft Tills Gruppe das beste chinesische Team aus dem Turnier und gewinnt schließlich das Finale.
Nach seiner Rückkehr widersteht Till der Forderung Dolinars, das Marianum zu verlassen. Sein Klassenvorstand betrachtet seine ungebremste E-Sport-Leidenschaft als Insubordination und verbietet seinen Mitschülern, in Kontakt mit ihm zu treten. Die Erkrankung, die sich Till in China eingefangen hat, klingt nicht ab: Till hat Hustenanfälle und Fieber. Obwohl die Atemwegserkrankung abflaut, tritt keine völlig Gesundung ein und andere Symptome treten in Erscheinung. Till wird in ein Spital eingeliefert, wo eine Lungenentzündung festgestellt wird. Unvollständig kuriert, kehrt Till wieder ins Schulleben zurück, wo er weiteren Schikanen Dolinars ausgesetzt ist. Till leidet an Kurzatmigkeit und fühlt eine stetige Erschöpfung. Wegen ihres Auslandssemesters in Istanbul trifft er Feli nur wenige Male. Schulische Probleme Tills lösen sich auf, als eine Seuche ausbricht. Aus Sorge um seine Mutter zieht er die Wohnung seines Vaters. Vor dem ersten Lockdown kommt Feli am leeren Hauptbahnhof an zieht zu Till. Das Paar hört auf, Nachrichten zu sehen und etabliert Alltagsroutinen. Till professionalisiert sein AoE2-Training. Die Umstellung auf Online-Unterricht bedeutet für Till einen Zugewinn an Freizeit: Er hat ausgiebige Unterhaltungen mit Feli, schaut sich zahlreiche Filme und Serien mit ihr an und bringt ihr das Videospielen näher. Als die Seucheneindämmungsmaßnahmen gelockert werden, treffen sich Till und Feli mit Fina im Wiener Prater. Sie sitzen mit einem großen Abstand voneinander und unterhalten sich. Till gewinnt das Halbfinale eines weiteren Turniers, unterliegt jedoch im Finale. Feli hört mit dem Rauchen auf und Till schließt sich ihr an.
Die Maturanten kehren als einzige Schüler Österreichs wieder zur Schule zurück. Sie tragen Atemschutzmasken und halten Abstandsregeln ein. Die mündliche Prüfung fällt aus und da es bereits ausreicht, bei entsprechender Zeugnisnote ein leeres Blatt abzugeben, tut Till dies nach Beginn der Deutschmatura-Prüfung.
Im Juni zieht Feli zurück zu ihren Eltern ins Palais Schwarzenberg. Till hilft ihr beim Umzug, sie haben Sex und verabschieden sich mit einem Kuss voneinander. Till ist glücklich, nie wieder zur Schule gehen und nicht mehr von Felis Seite weichen zu müssen. Im Frühsommer endet die Seuche. Bei einer Begegnung mit Palffy, der Wehrdienst beim Heer leistet, kommen die beiden ins Gespräch. Als Palffy davon erzählt, dass er das Marianum vermisst und die Schulzeit verbrämt, weist Till seine Schönfärbereien in brüsker Weise ab.

## Sprache und Stil
Der Erzählstil Schachingers in Echtzeitaler wurde wiederholt als „konventionell“ beschrieben. Die Handlung erstreckt sich über einen Zeitraum von etwa acht Jahren und wurde in chronologischer Reihenfolge wiedergegeben. Obwohl der Roman weitgehend in der Gegenwartsform verfasst wurde, „gibt es große [...] Zeitsprünge, sogar zwischen Absätzen, nicht nur Kapiteln“.
Till Kokorda ist die zentrale Figur des Romans, aber er ist weder personaler Erzähler noch Ich-Erzähler – die Erzählperspektive wurde stattdessen als auktorial bezeichnet:
Der Erzähler ist selbst nicht Teil der Welt, sondern schildert sie „allwissend“ von außen und kommentiert oder bewertet das Geschehen.
Schachinger griff in Echtzeitalter auf zahlreiche Austriazismen wie beispielsweise „Tixo“ (Klebeband bzw. „Tesa“), „Mistkübel“ (Mülleimer), „Jause“ (Pause bzw. Zwischenmahlzeit) oder „Maxerl“ (Männchen) zurück. Die Dialoge des Romans sind in österreichisch-deutscher Umgangssprache gehalten und enthalten teilweise Wiener und oberösterreichischen bzw. mittelbairischen Dialekt.
Die zwei größten Themenfelder des Romans sind die (klassische) deutsch-österreichische Literatur und das (professionelle) Computerspielen. Im Zuge des Deutschunterrichts werden kürzere und längere Beschreibungen und Beurteilungen wichtiger literarischer Werke eingewoben. Bei der Beschreibung der Gaming-Sphäre- und Aktivitäten verwendete Schachinger meist englischsprachige Begrifflichkeiten aus der E-Sport-Welt, unter anderem „map“ (Spielumgebung oder -arena), „fog of war“ oder „smurf account“  (anonymes Zweitkonto eines erfahrenen Spielers). Kommentare des US-amerikanischen Streamers T90Official (Tristan Berry) sind in englischer Sprache gehalten.

## Rezeption
Während es Echtzeitalter nicht in die Auswahl der zehn herausragendsten Romane des Österreichischen Buchpreises schaffte, gelang ihm eine Platzierung auf der Shortlist des mit 25.000 Euro dotierten Deutschen Buchpreises. Im Oktober 2023 wurde der Roman als Sieger bekanntgegeben und Schachinger damit zum dritten österreichischen Träger des Literaturpreises nach Arno Geiger (Es geht uns gut, 2005) und Robert Menasse (Die Hauptstadt, 2017) erkoren.  In der Begründung der Jury wurde das „erzählerisch herausragende“ Werk Schachingers dafür gelobt, „mit feinsinniger Ironie“ gegenwärtige politische und soziale Verhältnisse zu beschreiben. Die fünf anderen Shortlist-Kandidaten waren Anna Rabes Die Möglichkeit von Glück, Terézia Moras Muna, Necati Öziris Vatermal, Sylvie Schenks Maman und Ulrike Sterblichs Drifter.
Wiebke Porombka (Deutschlandfunk Kultur) kritisierte die Entscheidung der Jury: Sie ordnete Echtzeitalter als ein Werk ein, das wie Robert Musils Die Verwirrungen des Zöglings Törleß oder Hermann Hesses Unterm Rad in der literarischen Tradition von „Schul- und Internatsromanen“ stehe, aber „nicht herausragend“ sei und in seiner Qualität hinter den Romanen von Mora, Öziri und Rabe zurückstehe.
Michael Wurmitzer (Der Standard) bezeichnete den Roman als „stilistisch elegant und gewitzt [...] erzählt“. Auch Judith von Sternburg (Frankfurter Rundschau) hob die humoristische Qualität des Werkes hervor und beschrieb Echtzeitalter als ein „erschütternd witziges Buch“.
Laut Peter Mohr (Literaturkritik.de) „überzeugt vor allem die künstlerische Balance zwischen Pointenreichtum und dem notwendigen erzählerischen Atem, um seine Figuren älter werden und schlüssig reifen zu lassen“. Schachinger „entgeht der Gefahr, die analoge Welt als die bessere gegen die digitale auszuspielen“.
Adam Soboczynski (Die Zeit) zufolge ist der Roman Schachingers weder avantgardistisch noch experimentell, sondern habe „eine Konventionalität, die interessanterweise gefällt“. Eric Schirl (Subtext.at) lobte die erzählerische Begabung des Autors und zeigte sich „verwundert ob des Fehlens von Redundanzen oder Längen im Roman“, obwohl dieser einen Zeitraum von über acht Jahren abdecke.
Nach der Einschätzung von Paula Pfoser (ORF Topos) treffe Echtzeitalter „grundsätzlich den richtigen Ton [...], zwischen spöttischer Distanz, Analyse und Einfühlung“ und habe Ähnlichkeiten zu Wolfgang Herrndorfs Tschick (2010). „Die Einsprengseln [sic] über österreichische Absonderlichkeiten und die (jüngere) heimische Vergangenheit“ klingen Pfoser zufolge zwar, wie für ein deutsches Lesepublikum geschrieben, seien jedoch wegen der generellen „Leichtigkeit“ des Textes nicht störend.

## Publikationsgeschichte
Seit seiner Veröffentlichung am 14. März 2023 wurde Echtzeitalter über 200.000 mal verkauft. Der Roman gelangte Ende Oktober 2023 auf den fünften Platz der Spiegel-Bestsellerliste in der Kategorie „Belletristik Hardcover“. Zwei Wochen später erreichte der Roman Platz zwei (hinter Sebastian Fitzeks Die Einladung) und konnte sich ohne Unterbrechung zehn weitere Wochen auf der Liste der zwanzig meistverkauften Romane halten. Nachdem der Roman Ende Januar 2024 aus der Liste gefallen war, gelang ihm ein Wiedereinstieg in den folgenden zwei Wochen (Platz 20 und 19). Sehr förderlich für die Verkaufszahlen war die Shortlist-Bekanntgabe im September und der Gewinn des Deutschen Buchpreises am 16. Oktober: Etwa 60.000 der 100.000 bis dahin verkauften Exemplare konnte der Rowohlt Verlag in den Tagen zwischen der Siegesbekanntgabe und dem 25. Oktober absetzen.
Der gebundenen Ausgabe folgte die am 17. September 2024 veröffentlichte und ebenfalls im Rowohlt Verlag erschienene Taschenbuch-Ausgabe. Die Titelbilder beider Ausgaben basieren auf einem unbetitelten Acrylgemälde des österreichischen Malers Bertram Hasenauer aus dem Jahr 2020 und zeigen einen schmächtigen Mann mit weißem Rollkragenpullover vor gelb-schwarzem Hintergrund in starkem Anschnitt.

## Theateradaptionen
Eine Bühnenfassung von Echtzeitalter wurde am 6. Dezember 2024 am Schauspielhaus Graz uraufgeführt. Die Dramatisierung wurde von Jost von Harleßem, Timon Jansen, Andrea Vilter und Hanke Wilsmann erarbeitet und von Timon Jansen und F. Wiesel (Theaterkünstler-Duo Harleßem und Wilsmann) inszeniert. Till Kokorda wurde von drei Personen gespielt: Während Gustav Breyvogel und Luna Meinunger die Rolle des kindlichen Till einnahmen, spielte Dominik Puhl die jugendliche bzw. erwachsene Version des Hauptprotagonisten. Zur weiteren Besetzung zählten unter anderem Otiti Engelhardt (als Feli), Anna Klimovitskaya (als Fina) und Paul Graf (als Dolinar und Palffy). Kokordas Klassenleiter, Professor Dolinar, und die anderen Marianum-Lehrer, wurden „ausschließlich von Klappmaulpuppen, beziehungsweise -köpfen dargestellt“.
Eine weitere Fassung realisierte Gerald Maria Bauer für das Theater der Jugend in Wien. Die Premiere fand am 20. Januar 2025 am Theater im Zentrum, der zweiten Spielstätte des Theaters der Jugend statt. Die Hauptrolle spielte Ludwig Wendelin Weißenberger. Schachinger wurde ein Mitspracherecht bei der Bühnenfassung eingeräumt, das er jedoch ablehnte.